# Theis Schmidt
Theis Schmidt (* 22. Juli 1977) ist ein dänischer Filmeditor.

## Karriere
Nach seinem Abschluss am Gladsaxe Gymnasium 1996 in Gladsaxe studierte er an Den Danske Filmskole, wo er 2003 seinen Abschluss als Editor machte. Anschließend war er für den Schnitt unterschiedlichster Produktionen verantwortlich, darunter sowohl Film-, Fernseh- und Kinoproduktionen genauso wie Dokumentationen und Werbespots. Zu seinen bekanntesten Werk zählt der Film Snabba Cash von Daniél Espinosa aus dem Jahr 2010. Unter Espinosa als Regisseur war es bereits das dritte gemeinsame Projekt. So schnitt Schmidt zuvor Bokseren und Alles außer Liebe für ihn.
Theis Schmidt ist mit Lene Sørensen Schmidt verheiratet und wohnt in Kopenhagen.

## Filmografie (Auswahl)
- 2003: Bokseren
- 2003: Mord in der Mittsommernacht (Midsommer) (Schnitt-Assistenz)
- 2005: Mein Vater der Boxer (Min far er bokser)
- 2007: Alles außer Liebe (Uden for kærligheden)
- 2007: Ekko
- 2010: Easy Money – Spür die Angst (Snabba Cash)
- 2017: Die Nile Hilton Affäre (The Nile Hilton Affäre)
- 2022: The Contractor
- 2022: Die Kairo Verschwörung (Boy from Heaven / Walad Min Al Janna)
- 2023: Die Geiselnehmer – Zeugnisse aus der IS-Hölle (The Hostage Takers, Dokumentarfilm)
- 2024: Madame Luna
- 2025: Eagles of the Republic

## Nominierungen
- Robert
  - 2008 – Bester Schnitt – Ekko (nominiert)